# Estaleiros Navais de Viana do Castelo
Os Estaleiros Navais de Viana do Castelo (ENVC) foram uns estaleiros navais em Viana do Castelo.
A extinção dos ENVC iniciou-se em 2014.
Actualmente os terrenos e infraestruturas anteriormente pertencentes aos ENVC são atualmente subconcessionados à empresa West Sea, Estaleiros Navais Lda.

## Infraestruturas
A West Sea está instalada na área portuária de Viana do Castelo. Presentemente, as suas infraestruturas principais incluem: 
- Cais de amarração de 300 m
- 2 cais de aprestamentos, cada um com 190 m
- Doca seca de 127 X 18 m
- Doca seca de 203 X 30 m
- Plataforma de construção de 140 X 30 m
- Carreira de lançamento de 120 x 40 m

## História
Os Estaleiros Navais de Viana do Castelo (ENVC) foram fundados em Junho de 1944 no âmbito do programa do Governo para a modernização da frota de pesca do largo, na forma de uma sociedade por quotas de responsabilidade limitada com o capital social de 750 contos, por um grupo de técnicos e operários especializados oriundos dos Estaleiros Navais do Porto de Lisboa, encabeçados por Américo Rodrigues, seu mestre geral. Juntar-se-lhes-iam, como sócios capitalistas, Vasco d'Orey e o vianense João Alves Cerqueira da Empresa de Pesca de Viana, S.A., proprietária de veleiros para a pesca do bacalhau.
Os ENVC começaram pois por se dedicar essencialmente à construção de navios de pesca de longo curso. Posteriormente o seu leque de construções foi-se alargando para navios de outro tipo, incluindo desde ferry-boats a navios de guerra.
Em 1975 os estaleiros foram nacionalizados, passando a ser uma empresa pública. Em 1991, os ENVC são transformados em sociedade anónima, mas mantendo-se o Estado como seu principal accionista.
A 18 de Novembro de 2004 o XVI Governo Constitucional de Portugal firmou com os ENVC um contrato-programa de 300 milhões de euros para a construção de 11 navios para a Marinha Portuguesa, correspondentes a 6 navios da Classe Viana do Castelo e cinco lanchas de fiscalização.
Este contrato visava o lançamento dos ENVC no mercado internacional através da comercialização dos navios patrulha oceânica a outras marinhas do mundo.  Em 10 de Dezembro de 2013 foi afirmado numa audição parlamentar pelo presidente da Empordef que todas estas tentativas de captação de negócio fracassaram devido ao «deficit de imagem terrível» dos ENVC.
Em Setembro de 2006, inicia-se o Caso do navio Atlântida, quando Governo Regional dos Açores, presidido por Carlos César adjudica aos ENVC a construção de dois navios para a ligação entre as ilhas daquele arquipélago, através da empresa pública Atânticoline.
A 9 de Abril de 2009, o Governo Regional dos Açores tomou a decisão de rescindir o contrato de construção do navio Atlântida - já concluído pelos estaleiros - e do segundo navio, ainda em construção em Viana do Castelo, alegando o não cumprimento dos requisitos de velocidade e de data de entrega.
O cancelamento do Atlântida e do segundo navio pelo governo de Carlos César - com os subsequentes processos judiciais e prejuízos para os estaleiros - viria a ser descrito como "a certidão de óbito" dos Estaleiros Navais de Viana do Castelo.
Em Junho de 2009 foi anunciado que a entrega do NRP Viana do Castelo à Marinha de Portugal estaria prevista para Julho desse ano, sendo os atrasos atribuídos a "detalhes de natureza técnica que tiveram de ser afinados para que o modelo cumpra todos os requisitos que são necessários".
Em Abril de 2011, motivada pela inactividade na maior parte dos sectores dos estaleiros e a necessidade de cortar na despesa com o pessoal, os trabalhadores dos estaleiros foram convidados pela administração a ficar em casa nos 4 meses seguintes recebendo 70% do salário.
Em 28 de Agosto de 2011, a empresa detinha dívidas acumuladas de 240 milhões de euros e tinha como única actividade a produção de navios militares como as encomendas pelo estado português dos navios da classe Viana do Castelo.
Em Novembro de 2011, falha definitivamente a tentativa de venda do navio Atlântida ao Governo da Venezuela.
A 5 de Fevereiro de 2012 os estaleiros receberam o primeiro serviço desde Novembro de 2011, com a reparação no valor de 400 mil euros do porta-contentores "Ponta do Sol" da Transinsular.
A 29 de Junho de 2012 o ex-chefe do Estado-Maior da Armada, Nuno Vieira Matias, admitiu que a adjudicação da construção de 8 navios-patrulha oceânicos da classe Viana do Castelo aos ENVC teve como objectivo "ajudar os Estaleiros de Viana a progredirem, a terem encomendas e a financiarem-se para poderem evoluir, fazerem concorrência a outros estaleiros e sobreviver" mas que o programa "não correu bem" porque os ENVC falharam no cumprimento do programa. A adjudicação, realizada em 2002, previa a entrega dos 8 navios-patrulha até 2005, mas os ENVC só foram capazes de entregar o 1º navio em Abril de 2011 e o 2º em 2013.
A 13 de Setembro de 2012 o governo revogou encomenda de construção para a Marinha de seis navios patrulha oceânica da classe Viana do Castelo e cinco lanchas de fiscalização costeira. De acordo com fonte governamental, a revogação "pretende salvaguardar o interesse do Estado" no processo de reprivatização dos estaleiros.
De acordo com o Relatório de Contas de 2012 dos Estaleiros Navais de Viana do Castelo, os contratos de construção de 2 Navios de Combate à poluição e 5 lanchas de fiscalização costeira foi revogado pela Resolução de Conselho de Ministros 79/2012.  A actividade comercial dos estaleiros nesse ano limitou-se à conclusão da construção do NRP Figueira da Foz, projecto de dois navios asfalteiros para a empresa petrolífera da Venezuela, e a reparação de 21 navios, que na totalidade rendeu aos estaleiros uma receita de 3 milhões de euros.  A quebra de actividade dos estaleiros foi atribuída à "diminuição da actividade económica, com os preços dos fretes a atingirem níveis historicamente baixos", que levou os armadores a "adiarem o mais possível as reparações e, quando não as podiam evitar, [efectuar] apenas o mínimo dos trabalhos, negociando preços e forçando descontos, para além do que era habitual".
Em paralelo, é referido também "o colapso a nível europeu do mercado das construções, que levou à entrada no mercado das reparações de muitos estaleiros que anteriormente apenas se dedicavam à actividade de construção", cuja política de preços praticada foi apontada como sendo inferior a entre "30% e 50%" aos preços habituais de mercado.
A 10 de Agosto de 2013, a Comissão de Trabalhadores dos ENVC apelou ao boicote dos produtos dos Açores face ao novo concurso internacional lançado pelo Governo Regional para fretar navios, quando o Atlântida continuava ancorado.
Em novembro de 2013, foi anunciado que o grupo Martifer vai assumir a subconcessão dos terrenos e infraestruturas dos Estaleiros de Viana, pela qual vai pagar anualmente 415 mil euros, prevendo criar 400 postos de trabalho durante três anos.
No âmbito do concurso público internacional lançado em Agosto "foi adjudicada" à Martifer Energy Systems e à Navalria (Aveiro), subsidiárias da Martifer, a subconcessão da utilização privativa do domínio público e das áreas afectas à concessão dominial atribuída aos Estaleiros Navais de Viana do Castelo .
Pela subconcessão, que vigorará até 2031 o grupo pagará 415 mil euros por ano, envolvendo a mesma "única e exclusivamente", a utilização dos terrenos, edifícios, infra-estruturas e alguns equipamentos afectos.
Neste processo, contudo, ainda não é conhecido o destino dos trabalhadores dos estaleiros, sendo expectável o recrutamento de parte dos actuais 620.
O Estado deverá receber um total de 7,05 milhões de euros em rendas que serão pagas pela Martifer para utilizar os terrenos e o equipamento dos Estaleiros Navais de Viana do Castelo até 2031. Mas muito antes disso, o Estado terá de pagar até janeiro de 2014 cerca de 30 milhões de euros para despedir os 609 trabalhadores dos estaleiros.
Para gerir a subconcessão dos terrenos e infraestruturas dos antigos ENVC, a Martifer criou a empresa West Sea, Estaleiros Navais, Lda. A West Sea entrou nos estaleiros em maio de 2014. De junho de 2014 a setembro de 2015, a empresa reparou/converteu 45 navios e conquistou quatro contratos de construção naval: 2 navios cruzeiro para o rio Douro e 2 navios patrulha oceânica para a Marinha Portuguesa. Conta atualmente com 219 colaboradores diretos, dos quais 152 são ex-colaboradores dos ENVC.
A 20 de Dezembro de 2013, a deputada no Parlamento Europeu Ana Gomes apresentou uma queixa-crime contra incertos na Procuradoria-geral da República por causa da subconcessão dos ENVC ao grupo naval Ria/Martifer Energy, e solicitou à Comissão Europeia que ordenasse a suspensão da subconcessão dos ENVC.
A Novembro de 2014 o Parlamento Europeu rejeitou o pedido de levantamento da imunidade parlamentar da deputada Ana Gomes.
O voto do Parlamento Europeu para manter a imunidade da eurodeputada Ana Gomes impediu que a eurodeputada socialista pudesse ser julgada nos tribunais portugueses pelo processo de difamação movido pelo ministro da Defesa do XX Governo Constitucional de Portugal, José Pedro Aguiar-Branco, motivado pelas declarações de Ana Gomes sobre a decisão do Governo relativa à privatização dos Estaleiros Navais de Viana do Castelo.  Na sequência do voto pelo Parlamento Europeu, José Pedro Aguiar-Branco afirmou que"As acusações difamatórias que formulou são pessoais e em nada estão relacionadas com as suas funções de eurodeputada. Para o Parlamento Europeu, um eurodeputado pode dizer o que quiser, sem consequências, ou assumir responsabilidades."
A 17 de Dezembro de 2017 foi anunciado que os Estaleiros Navais de Viana de Castelo, no momento da sua extinção formal, iriam apresentar resultados líquidos negativos superiores a 700 milhões de euros.
A extinção formal dos ENVC foi marcada para 31 de Março de 2018.

## Navios construídos
Ao longo da sua história, os ENVC construiram mais de 200 navios de todos os tipos. Dos mais recentes, destacam-se:
- Ferry de passageiros Atlântida
- Navios de Cruzeiro Fluvial e Costeiro de 90 t Algarve Cruiser e Douro Queen
- Ferry de Passageiros de 800 t Lobo Marinho
- Navios de Patrulha Oceânica de 1600 t da Classe Viana do Castelo: NRP Viana do Castelo e  NRP Figueira da Foz
- Porta-contentores de 8 000 t Industrial Diamond
- Navios Reefer (transporte de contentores + porão frigorífico) de 15 000 t Carmel Ecofrech e Carmel Bio-Top